# Коузов, Даниил Петрович
Даниил Петрович Коузов (7 мая 1932, Ленинград — 13 января 2015, Порошкино, Ленинградская область) — советский и российский математик. Профессор, доктор физико-математических наук.

## Биография
Родился в Ленинграде. В 1949 году золотой медалью окончил 222-ю среднюю школу. В старших классах принимал активное участие в городских олимпиадах. В 1947 и 1948 годах был награжден дипломами победителя городских олимпиад по физике и математике. Будучи студентом университета, избирался членом бюро ВЛКСМ, участвовал в строительстве межколхозных ГЭС. 
В 1954 году с отличием окончил кафедру теоретической физики физического факультета Ленинградского государственного университета. Работал аспирантом, ассистентом и доцентом новой созданной кафедры высшей математики и математической физики физического факультета.
Скончался 13 января 2015 года в поселке Порошкино Всеволожского района Ленинградской области и был похоронен на местном кладбище.

## Научная деятельность
Под руководством Г. И. Петрашеня занимался задачей исследования волновых полей в упругом клине, граница которого свободна от напряжений. Под руковлдством В. Н. Красильникова заинтересовался задачами, возникающими в корабельной акустике, и сменил тематику, обратившись к новому классу задач математической физики — гранично-контактным (ГК) задачам акустики. Разработал математические методы решения ГК-задач и получил ряд важных для теории и практики решений. Им предложены методы решений задач дифракции акустических волн в прямоугольных областях, заполненных сжимаемой средой и ограниченных тонкими упругими пластинами. В совместных со своими учениками работах развивал общую теорию ГК-задач акустики в угловых областях, проводил аналитические и численные исследования полученных решений. Он впервые использовал метод Винера — Хопфа в задачах дифракции акустических волн на сочленении пластин с различающимися упругими свойствами.
В 1966 году защитил кандидатскую, а в 1988 году докторскую диссертации.
Автор более 130 научных и научно-методических трудов. Среди его учеников 11 кандидатов наук, 3 из которых стали докторами физико-математических наук по тематике ГК-задач акустики и механики деформируемого твердого тела.
В 1969 году организовал семинар по теоретической и прикладной акустике, соруководителем которого был Е. Л. Шендеров. Заседания семинара первоначально проходили в стенах физического факультета ЛГУ, затем — в Ленинградском кораблестроительном институте, а с 1999 года — в ИПМаш РАН, сотрудником которого Коузов был с 2004 года до своей кончины.
Вёл активную преподавательскую деятельность, сначала на физическом факультете ЛГУ, затем заведовал кафедрой математики в ЛИИЖТе. С 1988 года начал преподавать на кафедре прикладной математики и математического моделирования Ленинградского кораблестроительного института. Помимо обычных математических курсов читал спецкурс по математической акустике. Автор учебника «Введение в математическую акустику». В СПбГМТУ являлся приглашенным членом диссертационного совета Д 212.228.04.
Соросовский профессор.
Владел немецким, французским и английским языками.
Был женат. Отец двух дочерей.
Брат — Коузов Александр Петрович, профессор, доктор физико-математических наук, сотрудник кафедры оптики, спектроскопии и физики плазмы физического факультета Санкт-Петербургского государственного университета.

## Избранные публикации
- Дифракция на полубесконечном экране плоской нестационарной волны, амплитуда которой линейно нарастает вдоль фронта / Д. П. Коузов, Ю. А. Соловьева // Зап. научн. сем. ЛОМИ, 2007;
- Матрица трансформации вибрационных волн / Д. П. Коузов, Г. Л. Никитин, В. Г. Яковлева // Зап. научн. сем. ЛОМИ, 2001;
- Аналитические свойства переходного адмитанса бесконечной пластины в среде и регуляризуемость гранично-контактных интегралов в акустике / Д. П. Коузов // Зап. научн. сем. ЛОМИ, 1999;
- О единственности решения гранично-контактных задач акустики для системы пластина-жидкость / Д. П. Коузов // Зап. научн. сем. ЛОМИ, 1980;
- Энергетический принцип единственности граничных задач акустики / Д. П. Коузов // Зап. научн. сем. ЛОМИ, 1979;
- О дифракции акустических волн в плоском полубесконечном волноводе с упругими стенками / Коузов Д. П., Пачин // ПММ. — 1976. — Т. 40, С. 104—111;
- Дифракция цилиндрической упругой волны на полубесконечном экране / Б. П. Белинский, Д. П. Коузов // Тр. МИАН СССР, 115, 1971;
- Дифракция цилиндрической волны на полубесконечной пластине, расположенной на границе двух акустических сред / Б. П. Белинский, Д. П. Коузов, В. Д. Лукьянов, В. Д. Чельцова // Зап. научн. сем. ЛОМИ, 1970.

## Награды
- Медаль «Ветеран труда»
- Медаль «В память 250-летия Ленинграда»
- Медаль «В память 300-летия Санкт-Петербурга»
- Премия Фонда Сороса